# Jean Perniceni
Jean Perniceni (Bagnolet, Francia, 5 de abril de 1930 - París, 9 de junio de 2010) fue un exjugador de baloncesto francés. Consiguió tres medallas en competiciones internacionales con Francia.